# NGC 4695
NGC 4695 is een balkspiraalstelsel in het sterrenbeeld Grote Beer. Het hemelobject werd op 24 maart 1791 ontdekt door de Duits-Britse astronoom William Herschel.

## Synoniemen
- IC 3791
- UGC 7966
- MCG 9-21-48
- ZWG 270.23
- PGC 43173